# Johan Oremo
Johan Oremo (* 24. Oktober 1986 in Söderhamn) ist ein schwedischer Fußballspieler. Der Stürmer debütierte 2008 in der schwedischen Nationalmannschaft.

## Werdegang
Oremo begann mit dem Fußballspielen bei Moheds SK. Über die Fünftligamannschaft Söderhamns FF kam er 2007 zu Gefle IF. Dort konnte er sein Talent beweisen und wurde in seiner ersten Spielzeit in der Allsvenskan mit elf Toren bester Torschütze des Klubs. Nicht zuletzt wegen dieser Treffsicherheit kam er am 5. Juni 2007 zu seinem Debüt in der schwedischen U 21-Auswahl. Im Januar 2008 wurde er anlässlich einer Amerikatour erstmals in den Kader der A-Nationalmannschaft berufen und debütierte am 13. Januar beim 1:0-Erfolg über Costa Rica, als er in der 68. Spielminute für Rade Prica eingewechselt wurde. Nachdem er auch in seiner zweiten Erstligasaison in den ersten Spielen als Torschütze zu glänzen wusste, verließ er im Juli Gefle IF.
Am 3. Juli gab der bis dato elfmalige schwedische Meister Djurgårdens IF Oremos Verpflichtung bekannt. Beim Stockholmer Traditionsverein unterschrieb er einen Vertrag mit 4½-Jahren Laufzeit und erhielt das Trikot mit der Rückennummer 27. Auf Anhieb etablierte er sich in der Stammformation beim Stockholmer Klub. Anfang Juni 2009 brach er sich jedoch den Fuß und fiel nach einer anschließenden Operation längerfristig aus. Der Heilungsprozess gestaltete sich schwierig, nach einer weiteren Operation im November glaubte er jedoch an eine baldige Rückkehr auf den Fußballplatz. Im Dezember 2009 begann er wieder zu trainieren, verletzte sich jedoch am Knie. In der folgenden Spielzeit schwankte er schließlich zwischen Startformation und Ersatzbank.